# كريستين هيرموسا
كريستين هيرموسا سوتو (بالإنجليزية: Kristine Hermosa-Sotto)‏ هي ممثلة فلبينية من مواليد 9 سبتمبر 1983. اشتهرت بأدوارها في مسلسلات الدراما الفليبينية، ك: بانجاكو سا يو (Pangako Sa’Yo، أعدك)، سانا إي والا نانغ (Sana'y Wala Nang Wakas، أمل بلا حدود)، وداهيل ماي إسانغ إيكاو (Dahil May Isang Ikaw، لأنك موجود)

## روابط خارجية
- كريستين هيرموسا على موقع IMDb (الإنجليزية)
- كريستين هيرموسا على موقع ميوزك برينز (الإنجليزية)
- كريستين هيرموسا على موقع أول موفي (الإنجليزية)
- كريستين هيرموسا على موقع قاعدة بيانات الفيلم (الإنجليزية)
- Kristine Hermosa في قاعدة بيانات الأفلام على الإنترنت